# Liste des Trésors nationaux du Japon (artisanat)
Pour les articles homonymes, voir Liste des Trésors nationaux du Japon.
Le terme « trésor national » est utilisé au Japon depuis 1897 pour désigner les biens les plus précieux du patrimoine culturel du Japon bien que la définition et les critères de sélection aient changé depuis la création du terme. Les œuvres de cette liste appartiennent à la catégorie des œuvres de l'artisanat et ont été classés trésors nationaux du Japon quand la loi pour la protection des biens culturels est entrée en vigueur le 9 juin 1951. Elles sont choisies par le Ministère de l'Éducation, de la Culture, des Sports, des Sciences et de la Technologie sur le fondement de leur « valeur artistique ou historique particulièrement élevée ». L'ensemble couvre une période de l'histoire du Japon allant de la période classique jusqu'à l'ère moderne, soit de la période Asuka (milieu du VIe siècle - 710) jusqu'au milieu de l'époque d'Edo (1603 – 1868).
Les œuvres présentées — des ustensiles usuels, des objets religieux, des armures, de la vaisselle, des miroirs, etc — se composent de matériaux tels que le bois, l'argile ou le bronze. Pour la plupart, elles sont décorées en utilisant une variété de techniques artistiques comme la dorure à la feuille, la gravure, le maki-e, l'incrustation de nacre ou le travail de la laque. Tous ces objets sont exposés dans des temples bouddhistes, des sanctuaires shintō ou des musées.

## Sabres
En 2016, la catégorie des œuvres de l'artisanat comprend 122 pièces qui mettent en valeur les différentes traditions historiques de fabrication d'armes blanches japonaises. Il s'agit de sabres et, parfois, seulement de leur fourreau. Toutes ces armes sont détenues par des temples bouddhiques, des sanctuaires shintō, des musées ou des particuliers.

## Autres
En 2016, la catégorie des œuvres de l'artisanat rassemble aussi 131 pièces exemplaires des savoir-faire des céramistes, bronziers, laqueurs et autres artisans du Japon, de Chine et de Corée. Le nombre total de pièces est de fait plus élevé car certaines œuvres sont regroupées en collections et référencées sous le même numéro.

### Statistiques
La moitié des œuvres est détenue par des musées ou des lieux du culte bouddhique ou shintō de la région du Kansai ; un quart se trouve dans la seule préfecture de Nara. Les époques de Nara (710 – 794), de Heian (794 – 1185) et de Kamakura (1185 – 1333) sont les plus représentées ; l'œuvre la plus ancienne remonte à la fin de l'époque du royaume coréen de Silla (57 av. J.-C. - 935).

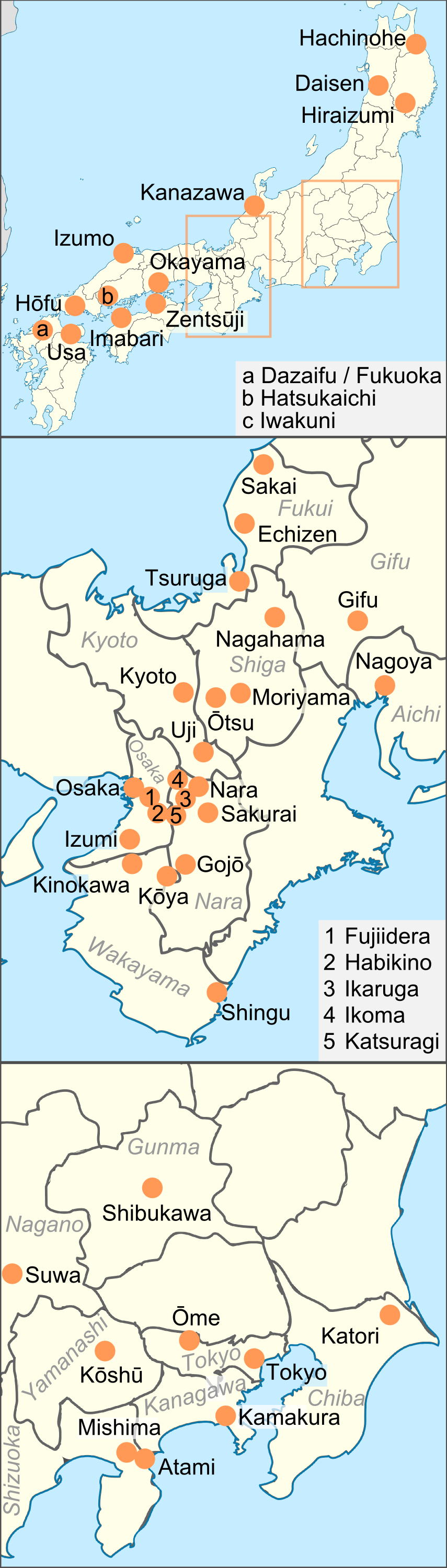
Villes possédant des Trésors nationaux dans la catégorie des œuvres de l'artisanat.

| Époque                 | Trésors nationaux |
| ---------------------- | ----------------- |
| Dynastie Silla         | 1                 |
| Période Asuka          | 4                 |
| Dynastie Sui           | 1                 |
| Dynastie Tang          | 11                |
| Époque de Nara         | 16                |
| Époque de Heian        | 50                |
| Dynastie Song          | 7                 |
| Époque de Kamakura     | 27                |
| Dynastie Yuan          | 1                 |
| Époque Muromachi       | 2                 |
| Époque Nanboku-chō     | 3                 |
| Période Joseon         | 1                 |
| Époque Azuchi Momoyama | 1                 |
| Époque d'Edo           | 6                 |

| Préfecture | Ville       | Trésors nationaux |
| ---------- | ----------- | ----------------- |
| Aichi      | Nagoya      | 1                 |
| Akita      | Daisen      | 1                 |
| Aomori     | Hachinohe   | 2                 |
| Chiba      | Katori      | 1                 |
| Ehime      | Imabari     | 5                 |
| Fukui      | Echizen     | 1                 |
| Fukui      | Sakai       | 1                 |
| Fukui      | Tsuruga     | 1                 |
| Fukuoka    | Dazaifu     | 1                 |
| Fukuoka    | Fukuoka     | 1                 |
| Gifu       | Gifu        | 1                 |
| Gunma      | Shibukawa   | 1                 |
| Hiroshima  | Hatsukaichi | 7                 |
| Ishikawa   | Kanazawa    | 1                 |
| Iwate      | Hiraizumi   | 4                 |
| Kagawa     | Zentsūji    | 1                 |
| Kanagawa   | Kamakura    | 5                 |
| Kyoto      | Kyoto       | 13                |
| Kyoto      | Uji         | 2                 |
| Nagano     | Suwa        | 1                 |
| Nara       | Gojō        | 1                 |
| Nara       | Ikaruga     | 4                 |
| Nara       | Ikoma       | 1                 |
| Nara       | Katsuragi   | 1                 |
| Nara       | Nara        | 25                |
| Nara       | Sakurai     | 1                 |
| Ōita       | Usa         | 1                 |
| Okayama    | Okayama     | 1                 |
| Osaka      | Fujiidera   | 1                 |
| Osaka      | Habikino    | 1                 |
| Osaka      | Izumi       | 1                 |
| Osaka      | Osaka       | 6                 |
| Shiga      | Moriyama    | 1                 |
| Shiga      | Nagahama    | 1                 |
| Shiga      | Ōtsu        | 3                 |
| Shimane    | Izumo       | 2                 |
| Shizuoka   | Atami       | 1                 |
| Shizuoka   | Mishima     | 1                 |
| Tokyo      | Ōme         | 2                 |
| Tokyo      | Tokyo       | 20                |
| Wakayama   | Kinokawa    | 1                 |
| Wakayama   | Kōya        | 1                 |
| Wakayama   | Shingū      | 1                 |
| Yamagata   | Tsuruoka    | 1                 |
| Yamaguchi  | Hōfu        | 1                 |
| Yamanashi  | Kōshū       | 1                 |

### Utilisation
Le tableau suivant donne un aperçu de ce qui est inclus dans la liste.
- Nom : nom de l'œuvre tel qu'enregistré dans la base des biens culturels nationaux[2]
- Artiste : nom de l'artiste lorsqu'il est connu
- Remarques : informations supplémentaires concernant le style, la technique, matériaux spéciaux ou un propriétaire notable
- Date : période et année; les entrées de colonne classent par année. Si seulement une période est connue, elles trient par l'année de début de cette période.
- Type : caractéristiques générales de l'œuvre.
- Emplacement : « nom de ville, nom de préfecture, géo-coordonnées de la structure »; le tri des entrées de la colonne se fait par « nom de ville, nom de préfecture ».
- Images : image de l'œuvre.

### Trésors nationaux

#### Céramique
La céramique est l'une des plus anciennes formes d'art du Japon, remontant jusqu'au Néolithique.

##### Œuvres japonaises
| Intitulé                                                                                            | Artiste                      | Remarque | Date                                           | Type | Emplacement                                                 | Image |
| --------------------------------------------------------------------------------------------------- | ---------------------------- | --- | ---------------------------------------------- | --- | ----------------------------------------------------------- | ----- |
| Bol à thé raku blanc (楽焼白片身変茶碗, rakuyaki shirokatamigawari chawan) appelé Fuji-san (不二山) | Hon'ami Kōetsu               | | Époque d'Edo, XVIIe siècle                     | Chawan (raku) hauteur : 8,6 cm, diamètre : 11,5 cm | Musée d'art Sunritz Hattori (en), Suwa, Nagano              |       |
| Encensoir en émail de la forme d'un faisan versicolore (色絵雉香炉, iroe kijikōro)                  | Nonomura Ninsei (野々村仁清) | Utilisé comme accessoire de la cérémonie du thé japonaise | Époque d'Edo, XVIIe siècle                     | Encensoir (glaçure polychrome (色絵, iroe) hauteur : 48,3 cm, largeur: 12,5 cm, hauteur: 18,1 cm                                                                           | Musée préfectoral d'art d'Ishikawa, Kanazawa, Ishikawa      |       |
| Jarre pour feuilles de thé, ornée de wisteria (色絵藤花文茶壺, iroe fujihanamon chatsubo)           | Nonomura Ninsei (野々村仁清) | Wisteria en fleurs, peintes sur de la céramique couleur chair. L'inscription « Ninsei » est lisible. Cette œuvre a appartenu à la famille Kyogoku de l'ancien domaine Marugame (préfecture de Kagawa).                   | Époque d'Edo, XVIIe siècle                     | Pot pour feuilles de thé, grès (Kyoto-ware) en émail vermis ; hauteur : 28,8 cm, diamètre de l'ouverture : 10,1 cm, diamètre du pot : 27,3 cm, diamètre du fond : 10,5 cm. | Musée d'art MOA, Atami, Shizuoka                            |       |
| Tasse de thé, Shino ware (志野茶碗, shino chawan) appelé 卯花墻 (U no hanagaki)                     | inconnu                      | Objet déformée. | Époque Azuchi Momoyama                         | Chawan; glaçure blanche épaisse, marques de brûlure rouge | Musée mémorial Mitsui, Tokyo                                |       |
| Jarre, ornée de feuilles d'automne peintes (bouteille Akikusamon) (秋草文壺, akikusamontsubo).      | inconnu                      | Découverte dans le tumulus de Hakusan ; corps supérieur bombé, base étroite ; couvert de glaçure verte et de dessins d'herbes d'automne (roseaux de Chine); le sinogrammes « 上 » visible en haut de la face intérieure. | Époque de Heian, seconde moitié du XIIe siècle | Jarre funéraire ; Atsumi ware; hauteur : 42 cm, diamètre au col : 16 cm, diamètre le plus large 29 cm, diamètre de la base 14 cm                                           | Université Keiō, Tokyo (exposée au musée national de Tokyo. |       |